# Eurytoma bolteri
Eurytoma bolteri is een vliesvleugelig insect uit de familie Eurytomidae. De wetenschappelijke naam is voor het eerst geldig gepubliceerd in 1869 door Riley.